# SN 2007se
SN 2007se – supernowa typu Ia odkryta 12 listopada 2007 roku w galaktyce A221237+0047. W momencie odkrycia miała maksymalną jasność 22,30m.